# Чекерово (Якшурское сельское поселение)
Чекерово — хутор в Якшур-Бодьинском районе Удмуртской Республики России.

## География
Хутор находится в центральной части республики, в зоне хвойно-широколиственных лесов, к западу от автодороги М7 (подъезд к Перми), на расстоянии примерно 4 километров (по прямой) к северо-северо-западу от села Якшур-Бодья, административного центра района.

### Климат
Климат характеризуется как умеренно континентальный, с продолжительной холодной многоснежной зимой и относительно коротким тёплым летом. Среднегодовая многолетняя температура воздуха составляет 2,4 °С Средняя температура воздуха самого тёплого месяца (июля) — 18 °C (абсолютный максимум — 36,6 °C); самого холодного (января) — −15 °C (абсолютный минимум — −47,5 °C). Среднегодовое количество атмосферных осадков составляет 532 мм, из которых большая часть выпадает в тёплый период.

### Часовой пояс
Хутор Чекерово, как и вся Удмуртская Республика, находится в часовой зоне МСК+1. Смещение применяемого времени относительно UTC составляет +4:00.

## Население
| 2010 | 2012 |
| ---- | ---- |
| 0    | →0   |